# Boubakary Soumaré
Boubakary Soumaré, född 27 februari 1999, är en fransk fotbollsspelare som spelar för Leicester City.

## Karriär
Den 1 september 2023 lånades Soumaré ut av Leicester City till Sevilla på ett säsongslån.